# Německý boxer
Německý boxer (německy Deutscher Boxer) je psí plemeno původem z Německa, dříve využívané jako honák a hlídač, postupem času i jako služební a rodinný pes. Dožívá se zhruba devíti až dvanácti let. Někdy i čtrnácti let.
Na přelomu 19. a 20. století byl boxer vyšlechtěn ze 4 základních psů, býkohryz, buldog, doga.
Již 4 roky před koncem 19. století bylo jméno boxer použito pro toto nové plemeno, ale definitivní podobu a charakter dostávalo až na počátku 1. světové války, kdy byly boxéři použiti jako záchranáři, kteří vyhledávali mezi těly padlých vojáků ta ještě živá. Tisíce přeživších vojáků vděčí za svůj život tomuto plemeni. O plemenný původ se sice vedou spory a současný standard prošel vývojem, ale povaha dnešního boxera potvrzuje vřelý vztah k člověku a je důkazem jeho historie.

## Historie plemene
Za bezprostředního předka boxerů se pokládá malý, takzvaný brabantský býkohryz. Tehdejší chov býkohryzů spočíval především v rukou myslivců, protože býkohryz sloužil hlavně k lovu. Jeho úlohou bylo uchopit zvěř štvanou psy a přidržet ji do příchodu lovce, který ji skolil. Proto musel mít pes co nejširší tlamu s široce postavenými zuby, aby se mohl důkladně zakousnout a aby mohl zvěř také dobře přidržet. S kým byli tito býkohryzové křížení je dodnes nejasné, protože se nedochovalo moc zmínek o šlechtění německého boxera.

## Povaha
Plemeno bývá doporučováno do rodin s dětmi. V případě potřeby dokáže být náležitě ostrý. Boxer je pes pevných nervů, sebevědomý, vyrovnaný, veselý, přátelský, inteligentní, učenlivý, zvědavý, spontánní, ostražitý, bouřlivý, čestný, stále v dobré náladě, velmi živý a pohyblivý, oddaný své rodině. Může však být i záludný, nespolehlivý, někdy zbabělý a méně často i agresivní, pokud nemá zkušený a pevný výcvik. Perfektně vychází s dětmi a dobře vychovaný a zespolečenštělý boxer nebude mít problémy ani při kontaktu s ostatními psy nebo s domácími zvířaty. Boxer bude vždy hlídat svou rodinu a pozemek a velmi bouřlivě přivítá návštěvu.

## Vzhled
Psi měří v kohoutku 57 až 63 cm, feny 53 až 59 cm. Hmotnost psů je přibližně 30 kg a fen okolo 25 kg. Německý boxer má širokou a mohutnou tlamu s lehce vyhrnutým čenichem, ale hřbet nosu nesmí být výrazně zamáčknutý do čela, čenich je černý, čelo vypouklé, oči a víčka tmavá. Boxer je středně velký, hladkosrstý, podsaditý pes krátké a kvadratické stavby těla a silných kostí. Jeho osvalení je suché, silně vyvinuté a plasticky vystupující. Jeho pohyb je živý, plný síly a ušlechtilosti. Boxer nesmí být nemotorný ani těžkopádný, nesmí být ani příliš lehký nebo chrtovitý. Ocas má být vysoko posazený, zalomený. Srst krátká a hladká, celkově přiléhající. Zbarvení různých odstínů plavé, rezavé, tygří s možnými bílými znaky, které by neměly pokrývat více než třetinu těla. Pohyb boxera je živý, plný síly a patřičné ušlechtilosti. Dožívá se v průměru 9 let.

## Výchova
Boxer je inteligentní, velmi rád se učí a dokáže se podřídit a přizpůsobit novým situacím, je vhodný pro různé druhy sportu, od výcviku až po obratnost. Potřebuje mnoho pohybu, proto je třeba mu ho zajistit. Není na škodu přihlásit boxera do psí školky a později školy, bude to brát jako zábavné rozptýlení a zároveň se naučí sebekontrole. Je vhodné jej dlouhodobě vychovávat. Od mláděte do dospělosti.

## Základní péče
Srst nepotřebuje velkou péči, v dobrém stavu ji udrží občasné kartáčování gumovým kartáčem, především v období línání. Drápky německého boxera by se měly udržovat krátké.

## Klasifikace FCI
Podle FCI patří německý boxer do skupiny 2. – Pinčové a knírači, molosská plemena, švýcarští salašničtí psi a jiná plemena. Sekce 2.1 molosská plemena – dogovití psi. Oficiální zkratka v České republice je BOX. Číslo standardu je 144 / 02.04.2001 (Německo).

## Chov
Původně byl německý boxer vyšlechtěn jako pes pracovní, např. jako pomoc policii. Nyní se za tím účelem využívá zřídka, častěji se chová pro svou krásu a povahu.  Může se uchovnit pouze po zkoušce chovnosti dle zveřejněných podmínek chovu  , které stanovil Český klub chovatelů. Ten byl založen v roce 1926, od kdy se také používá plemenná kniha. První, původní klub chovu boxerů se nachází v Mnichově.

## Zdraví
Průměrná délka života: 12 let
Je třeba se vyvarovat prochladnutí psa, na které je poněkud náchylný. U Německého boxera byla zaznamenána spondylóza, degenerace meziobratlových kloubů, přičemž v pokročilé fázi této choroby může pes zcela ochrnout. V současné době je výskyt spondylózy veterinárně kontrolován a je značná snaha o eliminaci choroby v rámci chovu. Mezi další zaznamenané choroby patří srdeční a nádorová onemocnění, dysplazie kyčelního, ramenního či loketního kloubu, epilepsie, oční onemocnění, kožní onemocnění, dýchací obtíže.